# 甲賀市立貴生川小学校
甲賀市立貴生川小学校（こうかしりつ きぶかわしょうがっこう）は、滋賀県甲賀市水口町三大寺にある市立の小学校。

## 所在地
- 滋賀県甲賀市水口町三大寺437[1]

## 概要
飯道山のふもとにある小学校のため、飯道山登山が毎年恒例となっている。

## 沿革
- 1942年（昭和17年）4月1日：貴生川町立国民学校が設立[3]
- 1947年（昭和22年）4月1日：貴生川町立貴生川小学校に改称[3]
- 1955年（昭和30年）4月15日：貴生川町の水口町への編入に伴い、水口町立貴生川小学校になる[3]。
- 2004年（平成16年）10月1日：水口町が合併により甲賀市となり、甲賀市立貴生川小学校となる[3]。

## 校区
この小学校の校区は以下の通りとなっている。
「岩坂、高山、山上、杣中、牛飼、三大寺、宇川、貴生川、貴生川１丁目・２丁目、虫生野、虫生野虹の町、虫生野中央、北内貴」

## 主な進学先
市立中学校に進学する場合は原則として甲賀市立水口中学校に進学する。